# Glažuta, Loški Potok
Glažuta (nemško Karlshütten, kočevarsko Gloschhittn) je opuščeno naselje v Občini Loški Potok. Leži v odročni ozki dolini med Veliko goro, Goteniško goro in Lepo gorico.
Ime naselja spominja na glažuto – steklarno, ki jo je leta 1840 tod ustanovil knez Karl Auersperg. V njej so sprva proizvajali steklene plošče, pozneje pa vzboklo steklo. Brusilnico je poganjal prvi parni kotel na Kranjskem. Večino delavcev v steklarni so predstavljali Nemci, sodeč po priimkih je bilo nekaj Čehov, zelo malo pa etničnih Slovencev. Zaradi nerentabilnosti so steklarno v 50. letih 19. stoletja opustili.
Okoli leta 1870 je knez Auersperg na istem mestu postavil parno žago. V času njenega delovanja je število prebivalcev Glažute doseglo 75, kraj je imel tudi šolo in eno izmed Auerspergovih rezidenc. Žago so med drugo svetovno vojno uničili partizani, ker se je v njej proizvajal les za orožje italijanske vojske.
Po vojni je Glažuta ostala brez stalnih prebivalcev in bila odtlej le občasno naseljena. Leta 1973 je Gozdno gospodarstvo Kočevje v njej zgradilo gozdarski dom, ki je bil odprt do leta 1995. Ob prelomu tisočletja ga je nameravala prevzeti ljubljanska Biotehniška fakulteta, danes pa je zapuščen.
- Pogled na ostanke gozdarskega doma
- Kapela Srca Jezusovega v Glažuti